# أندرسون مارتينز بيدرو
أندرسون مارتينز بيدرو (4 مايو 1981 في البرازيل - ) هو لاعب كرة قدم برازيلي في مركز الدفاع. لعب مع نادي غريميو بارويري ونادي كاشياس دو سول ونادي فيرانوبوليس وEsporte Clube Próspera ‏ وإسبورت إنترناسيونال ‏ وأمريكا دي ناتال ‏.

## وصلات خارجية
- أندرسون مارتينز بيدرو على موقع قاعدة بيانات كرة القدم.إي يو (الإنجليزية)
- أندرسون مارتينز بيدرو على موقع Soccerway.com (الإنجليزية)